# Unterer Edelhof Forchtenstein

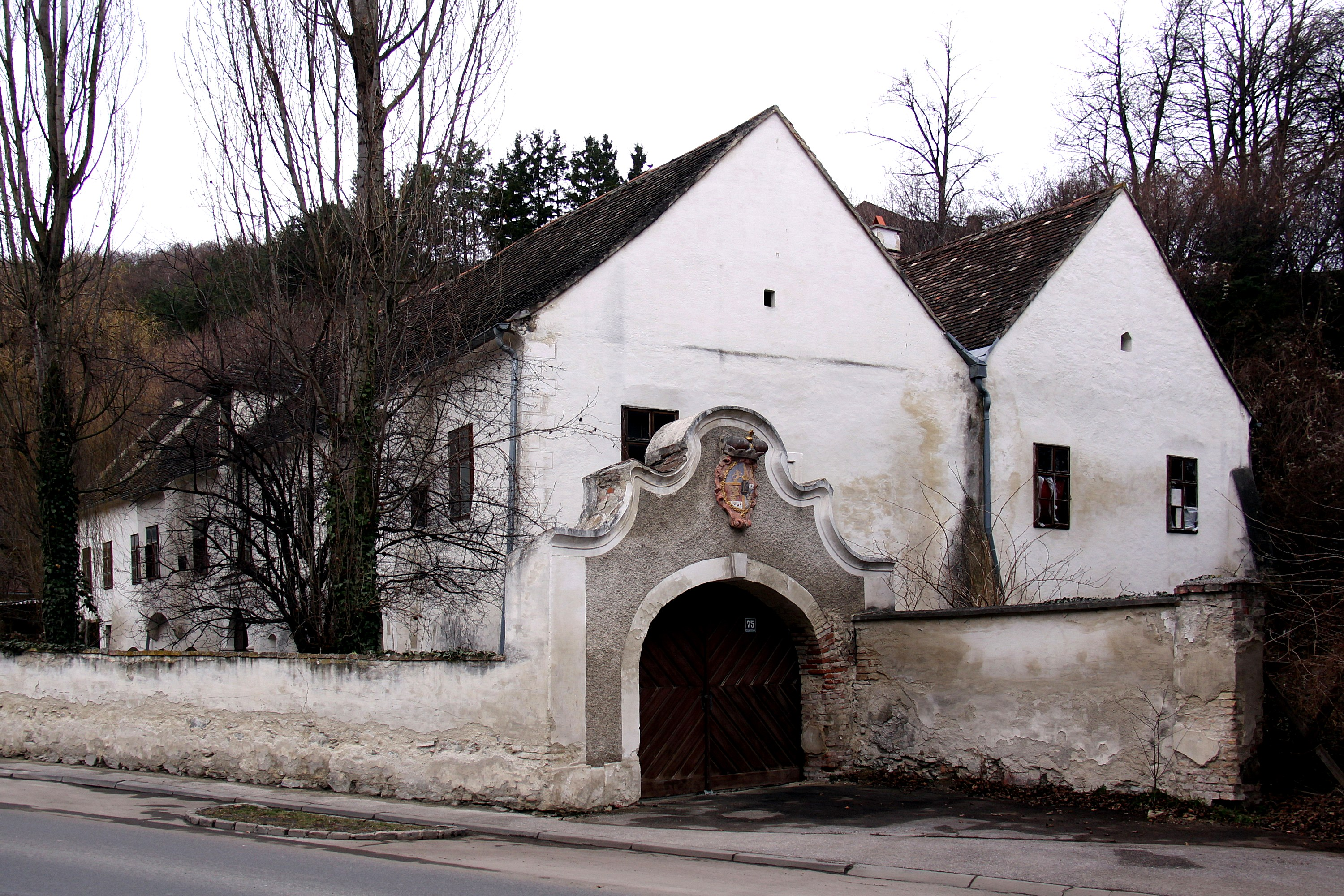
Unterer Edelhof in Forchtenstein

Der Untere Edelhof Forchtenstein steht in der Hauptstraße Nr. 75 in der Gemeinde Forchtenstein im Bezirk Mattersburg im Burgenland. Das Gebäude steht unter Denkmalschutz (Listeneintrag).

## Geschichte
Der um 1300 erbaute Edelhof ist im Kern als Bauwerk der Renaissance erhalten. Als ritterliches Gut hat es auch die Funktion einer Talsperre. Ab 1627 war es Sitz der Grafschaftsverwaltung Esterházy.

## Architektur
Das Hoftor der Ummauerung zeigt das Wappen der Familie Esterházy. Der Edelhof zeigt ein zweigeschoßiges Gebäude mit zwei nebeneinanderliegenden Satteldächern.